# Olivença (kommun)
Olivença är en kommun i Brasilien.   Den ligger i delstaten Alagoas, i den östra delen av landet, 1 400 km nordost om huvudstaden Brasília. Antalet invånare är 11 057.
Följande samhällen finns i Olivença:
- Olivença

Omgivningarna runt Olivença är huvudsakligen savann. Runt Olivença är det ganska tätbefolkat, med 67 invånare per kvadratkilometer.